# 旅人 (テレサ・テンのアルバム)
『旅人』（たびびと）は、テレサ・テンの日本での通算11枚目のオリジナル・アルバムである。1983年6月1日にトーラスレコードからLP盤（レコード品番：28TR-2018）とカセットテープ（規格品番：28TT-1019）形式でリリースされた。
ディスクジャケット帯のキャッチコピーは「あのテレサ・テンが帰ってきた。長い旅を終えて。」。

## 概要
トーラスレコード移籍後にリリースした初めてのオリジナル・アルバムとなった。シングル曲「ふたたびの」・オリジナル曲と他人の歌のカバーが半分ずつ交互に全10曲収録。
1995年9月1日にトーラスレコードより初CD化（規格品番：TACL-2401）された。

## 収録曲
| #         | タイトル                                      | 作詞        | 作曲        | 編曲      | 時間  |
| --------- | --------------------------------------------- | ----------- | ----------- | --------- | ----- |
| A1.       | 「ビギン・ザ・ビギン（BEGIN THE BEGUINE）」   | COLE PORTER | COLE PORTER | 渡辺茂樹  | 5:22  |
| A2.       | 「人待ち顔で」                                | 水谷啓二    | 三木たかし  | 渡辺茂樹  | 3:18  |
| A3.       | 「旅人」                                      | 羽岡仁      | 三木たかし  | 渡辺茂樹  | 4:02  |
| A4.       | 「グッド・ナイト・コール（GOOD NIGHT CALL）」 | 水谷啓二    | 劉家昌      | 渡辺茂樹  | 2:50  |
| A5.       | 「あなたのすべてを」                          | 佐々木勉    | 佐々木勉    | 渡辺茂樹  | 4:21  |
| B1.       | 「白いアマリリス」                            | 羽岡仁      | 羅大佑      | 渡辺茂樹  | 3:58  |
| B2.       | 「氷雨」                                      | とまりれん  | とまりれん  | 杉村俊博  | 3:40  |
| B3.       | 「北酒場」                                    | なかにし礼  | 中村泰士    | 杉村俊博  | 3:49  |
| B4.       | 「ふたたびの」                                | 来生えつこ  | TAI         | 杉村俊博  | 4:25  |
| B5.       | 「想い出の余白」                              | 羽岡仁      | 三木たかし  | 渡辺茂樹  | 4:20  |
| 合計時間: | 合計時間:                                     | 合計時間:   | 合計時間:   | 合計時間: | 40:05 |

## スタッフ
- Producer：Tony Tang (POLYGRAM RECORDS LTD. HONG KONG)
- Director：Tetsuya Fukuzumi
- Design：That Inc.
- Photographer：Robert Lam
- Mastertape owner：POLYGRAM RECORDS LTD. HONG KONG